# Bistorta sinomontana
Bistorta sinomontana är en slideväxtart som först beskrevs av Gunnar Samuelsson, och fick sitt nu gällande namn av F. Miyamoto. Bistorta sinomontana ingår i släktet ormrötter, och familjen slideväxter. Utöver nominatformen finns också underarten B. s. pubifolia.